# Beretta 950
A Beretta 950 (ou Beretta 950B), é uma pistola semiautomática, de ação simples projetada e fabricada pela Beretta desde 1952, que estabeleceu uma bem sucedida linha de pistolas de bolso pequenas e compactas, projetadas para autodefesa com uma manutenção simples e bem confiável.

## Histórico e características
De origem italiana mas também fabricada no Brasil (Taurus PT 51) e nos USA, medindo apenas 115 mm, ou seja, menor que uma caneta. A Beretta 950B foi fabricada nos calibre .25 ACP (6,35 mm ou 1/4 de polegada) e calibre .22 curto (5,5 mm), A armação (base) é feita em de liga de alumínio, o ferrolho (slide) e o cano (Tip-up barrel) são feitos de aço carbono. Pesando aproximadamente 280 gramas. A mira é fixa no cano de 2,5 polegadas junto ao ferrolho(tem um cano maior como acessório), o carregador comporta 8 + 1 munições para calibre .25 ACP e 6 + 1 munições para o calibre.22 curto. De fácil manuseio por seu tamanho e peso, é comumente utilizada como 2ª arma ou arma backup.
Os modelos iniciais 950 e 950B Jetfire/Minx, fabricados antes de 1968, não possuem a trava de segurança, empregando um entalhe do gatilho. Os modelos posteriores, feitos nos USA, 950BS são fornecidos com a trava de segurança externa. É classificada com arma de defesa classe B1.
A pistola Beretta 950B, foi projetada para defesa pessoal, onde a arma se esconde facilmente no bolso ou alguma parte onde não atraia atenção. Por ter dimensões pequenas, pessoas com mãos grandes possuem dificuldade em segurá-la. As versões .25 ACP foram as mais aceitas no mercado devido à confiança das munições jaquetadas e ao maior quantidade de munições comportado no carregador.
Seu projeto é considerado bastante simples e o custo de fabricação, para uma arma de fogo, é reduzido. Possui trava manual (cão em meia trava - half cock), o pojeto não usa extrator, pois o cano basculante ejeta a cápsula para trás (Blowback). Eventualmente, pode ocorrer que a cápsula vazia atingir o rosto do defensor, para evitar isso, o modo adequado de utilizá-la seria com os braços pouco arqueados e o ferrolho a mais de um palmo e meio do rosto.
Para evitar tiros acidentais em função de queda da arma, é recomendado o travamento do gatilho: deve-se levar o percussor à posição semi-engatilhada. Ao ouvir o clique típico, estará travado também o gatilho.
A utilização de qualquer arma do tipo no Brasil é sancionada aos que possuem a devida autorização, através do porte de armas, o Porte SINARM (Sistema Nacional de Armas), concedido pelo Departamento de Polícia Federal. Qualquer cidadão que seja abordado de posse de uma arma de fogo sem autorização por meio do porte ou com arma não registrada no Comando do Exército será devidamente autuado, respondendo legalmente pelo crime, observada a Lei 10.826, de 22 de dezembro de 2003.

## Lista das Mini Pistolas fabricadas pela Beretta
| Modelo                 | Cartucho  | Comprimento (mm) | Cano (mm) | Carregador | Peso (g) |
| Beretta 21A Bobcat     | .22 LR    | 125              | 61        | 7          | 335      |
| Beretta 21 Bobcat 6.35 | .25 ACP   | 125              | 61        | 8          | 325      |
| Beretta 950 Jetfire    | .25 ACP   | 120              | 60        | 8          | 280      |
| Beretta 950 Minx       | .22 Short | 120              | 60        | 6          | 280      |
| Beretta 3032 Tomcat    | .32 ACP   | 125              | 61        | 7          | 410      |

## Também Veja
- Lista de armas de fogo